# Roewe D7
La Roewe D7 è un'autovettura prodotta dalla casa automobilistica cinese Roewe dal 2023.

## Descrizione
Nell'agosto 2023 Roewe ha rinnovato completamente la gamma di modelli esistenti, presentando il primo nuovo veicolo con un nome che inizia con la lettera "D".
La versione puramente elettrica della D7, disponibile con 194 o 208 CV di potenza, utilizza un singolo motore alimentato da due differenti pacchi batteria fornita dalla CLTC, che offrono rispettivamente circa 510 e 610 chilometri di autonomia.
La variante diesel-elettrica chiamata "DMH" monta un motore a combustione abbinato a due motori elettrici, offrendo circa 125 chilometri di autonomia in modalità elettrica e fino a 1400 chilometri di autonomia in modalità mista.